# Adorján Sándor
Adorján Sándor, születési és 1881-ig használt nevén Weiss Sándor (Debrecen, 1858. január 5. – 1944. március után) zsidó származású magyar író, újságíró, műfordító.

## Életpályája
Weiss Viktor és Bleyer Anna fia. Iskoláit Nagyváradon és Budapesten végezte, az utóbbi helyen az orvosi tanfolyamot hallgatta, majd a műegyetemre ment. Sokat utazott, bejárta Németországot, Franciaországot,  Egyiptomot, Palesztinát, Görögországot és Törökországot. Nagyváradi, aradi és fővárosi lapok munkatársa volt, 1881 és 1882 közt az Ország-Világ című lapnak dolgozott, 1890-től a Nemzetnek, később a Magyar Nemzetnek a felelős szerkesztője volt. Magyarra fordította Balzac, Émile Zola és Turgenyev néhány jelentősebb munkáját. A Nemzeti Színház részére színműveket is fordított.
1944 márciusában, az Ujság című folyóirat őt interjúvolta meg Paulay Ede halálának 50. évfordulóján, aki a húga, Adorján Berta (1864–1941) révén sógora is volt.

## Önálló művei
- Keleti képek (1888)
- Félhomályban (1893)
- Gólyafészek (1893)

## Ismertebb fordításai
- A halál után. (Turgenyev elbeszélése, Budapest, 1883
- Germinal. (Émile Zola regénye, 1885)

## Álnevei és kézjegyei
- Veréti (Magyar Lapok),
- Camille d'Epernay (Ország-Világ),
- -n., a. s. (Ellenőr, Nemzet, Vasárnapi Ujság, nagyváradi Szabadság és Fővárosi Lapok)
- Alkibiadesz.